# Баро-де-Вивер (станция метро, Барселона)
Баро-де-Вивер (кат. Baró de Viver) — станция Барселонского метрополитена, расположенная на линии 1. Открытие станции состоялось 21 декабря 1983 года в составе участка «Торрас-и-Баджес» — «Санта-Колома». Станция расположена в районе Ла-Тринитат-Велья округа Сант-Андреу Барселоны.

## Общие характеристики
Станция имеет две боковые платформы длиной 94 метра каждая.
Вестибюль, расположенный над платформами и путями, ведёт к мини-скверу, расположенному под развязкой Нус-де-ла-Тринитат (кат. Nus de la Trinitat).
Жилой массив (а также одноимённый район) "Баро-де-Вивер", от которого станция получила название, расположен в 100 метрах к югу от входа на станцию, и отделён от сквера проспектом Санта-Колома (кат. Passeig de Santa Coloma).